# Dicranota tergata
Dicranota (Plectromyia) tergata là một loài ruồi trong họ Pediciidae. Chúng phân bố ở vùng Tân nhiệt đới.